# Steven Wells
Steven Wells (* 1960 in Swindon; † 24. Juni 2009 in Philadelphia) war ein britischer Musikjournalist und Autor, der bis zu seinem Tod in Philadelphia, Pennsylvania (USA) lebte. Bekannt wurde er vor allem für seine provokante und unangepasste Art, in Medien wie dem New Musical Express (NME) und Playlouder.com über Musik zu schreiben.

## Biografie
Geboren 1960 in Swindon, England, zog Wells mit seiner Familie 1968 nach Norden bis Bradford. Er beendete seine Schullaufbahn an einer öffentlichen Schule und arbeitete anschließend in einer Fabrik und als Leiter einer Buskoordination. Zu dieser Zeit kam er mit der aus Leeds stammenden radikalen Kunst-Punk-Band The Mekons in Kontakt. Im Jahr 1984 begann er, als Punk-Poet und Stand-up-Comedian im Vorprogramm von verschiedenen nordenglischen Punk-Bands wie The Fall, The Mekons oder Gang of Four aufzutreten und arbeitete dabei unter den Künstlernamen „Seething Wells“, „Swells“ or „Susan Williams“ mit Kollegen wie Attila The Stockbroker, Swift Nick und Porky The Poet. Da er in der letzten Rolle auch Kleider trug, erhielt er u. a. Fanpost von Kathy Acker, die ihn als gleichgesinnte radikale Autorin ansah.
Später zog er nach London und begann für die NME zu schreiben, anfänglich unter dem Namen Susan Williams. Unter dieser Identität beschäftigte er sich vor allem mit der sozialistischen Soul- und Punk-Band The Redskins sowie amerikanischen Hardcore-Punk-Bands wie Black Flag und die Butthole Surfers. Später konzentrierte er sich auf britische Bands im Bereich Thrash Metal, Hardcore Punk und Heavy Metal, darunter Extreme Noise Terror, Napalm Death und weitere Bands. Außerdem vertrat er Pop-Künstler wie Daphne und Celeste als Nachfolger der Punk-Ästhetik. In den 1990er Jahren schrieb er zudem Texte für verschiedene Comedy-Projekte (beispielsweise für Shows wie The Day Today) sowie journalistische Texte abseits des Musikbereichs.
Im Jahr 1992 gründete er gemeinsam mit Nick Klein GobTV, ein Studio für die Produktion von Musik-Videos. GobTV-Videos wurden bekannt durch extreme Bilder, kurze Schnitte und schnelle Änderungen, politische Aussagen und Humor. GobTV produzierte beispielsweise Videos für The Wildhearts, Manic Street Preachers und Skunk Anansie und das Team gehörte zu den britischen Top-Regisseuren in den Jahren 1994 und 1995. Die Partnerschaft endete 1996, jedoch wirkte der Einfluss der GobTV-Videos noch etwa 10 Jahre nach.
Im Jahr 1999 gründete Wells den Attack!-Books-Verlag. Sein Debüt-Roman Tits Out Teenage Terror Totty folgte kurz nach der Gründung. Das von ihm illustrierte Buch Punk: The Stories Behind the Songs wurde im Jahr 2004 veröffentlicht. 2009 steuerte er eine Geschichte zur Love Hotel City-Anthologie bei.
Neben der Arbeit als Musikjournalist und Autor betätigte er sich zudem als Sport-Kolumnist für The Guardian, FourFourTwo, 90 Minuten, die Quietus-Musik-Website und der Philadelphia Weekly und schrieb an mehreren nicht veröffentlichten Büchern. Im Juni 2006 schrieb er in der Philadelphia Weekly über seine Lymphkrebs-Behandlung. Er starb an der Krankheit am 24. Juni 2009.